# 瓦斯塔 (南达科他州)
瓦斯塔（英語：Wasta）是美国南达科他州下属的一座城鎮。根据2010年美国人口普查，该鎮有人口83人。论人口在本州排行第246。